# Элифаз (кибуц)
Элифа́з (ивр. — אליפז) — кибуц на юге Израиля в 30 километрах к северу от Эйлата относящийся к региональному совету Хевель-Эйлот.

## История
В 1982 году на этом месте была создана "точка опоры" Бригады Нахаль под названием "Река Элифаз" ядром Ха-шомер ха-цаир на юге Израиля. Поселение было признано постоянным в 1983 году. Основателями кибуца являлись переселенцы из Иерусалима, Нахарии, Хайфы и Бат Яма.

## Происхождение названия
Кибуц Элифаз назван по имени одного из друзей Иова, имя которого неоднократно упоминается в Торе.

И услышали трое друзей Иова о всех этих несчастьях, постигших его, и пошли каждый из своего места: Элифаз Феманитянин, Вилдад Савхеянин и Софар Наамитянин, и сошлись, чтобы идти вместе сетовать с ним и утешать его.
— Иов. 2:11

## Население
По данным Центрального статистического бюро Израиля, население на начало 2020 года составляло 150 человек.

## Виды деятельности
В настоящее время основными видами деятельности кибуца является выращивание фиников на финиковых плантациях в окрестностях кибуца, в кибуце имеется коровник, а также сдаются комнаты для туристов желающих отдохнуть на юге Израиля. Гостиничные комнаты Элифаза особенно популярны из-за своего удобного географического расположения - близ Эйлата и рядом с местными природными и историческими достопримечательностями, такими как, например, Парк Тимна который расположен в километре от въезда в кибуц.